# 8909 Ohnishitaka
8909 Ohnishitaka (1995 WL7) là một tiểu hành tinh vành đai chính được phát hiện ngày 27 tháng 11 năm 1995 bởi T. Kobayashi ở Oizumi.